# Thlypopsis pyrrhocoma
La tangara pioró, pioró o frutero cabeza castaña (en Argentina y Paraguay) (Thlypopsis pyrrhocoma) es una especie de ave paseriforme de la familia Thraupidae, perteneciente al género Thlypopsis, anteriormente situada en un género monotípico Pyrrhocoma. Es nativa de la Mata Atlántica del este de América del Sur.

## Distribución y hábitat

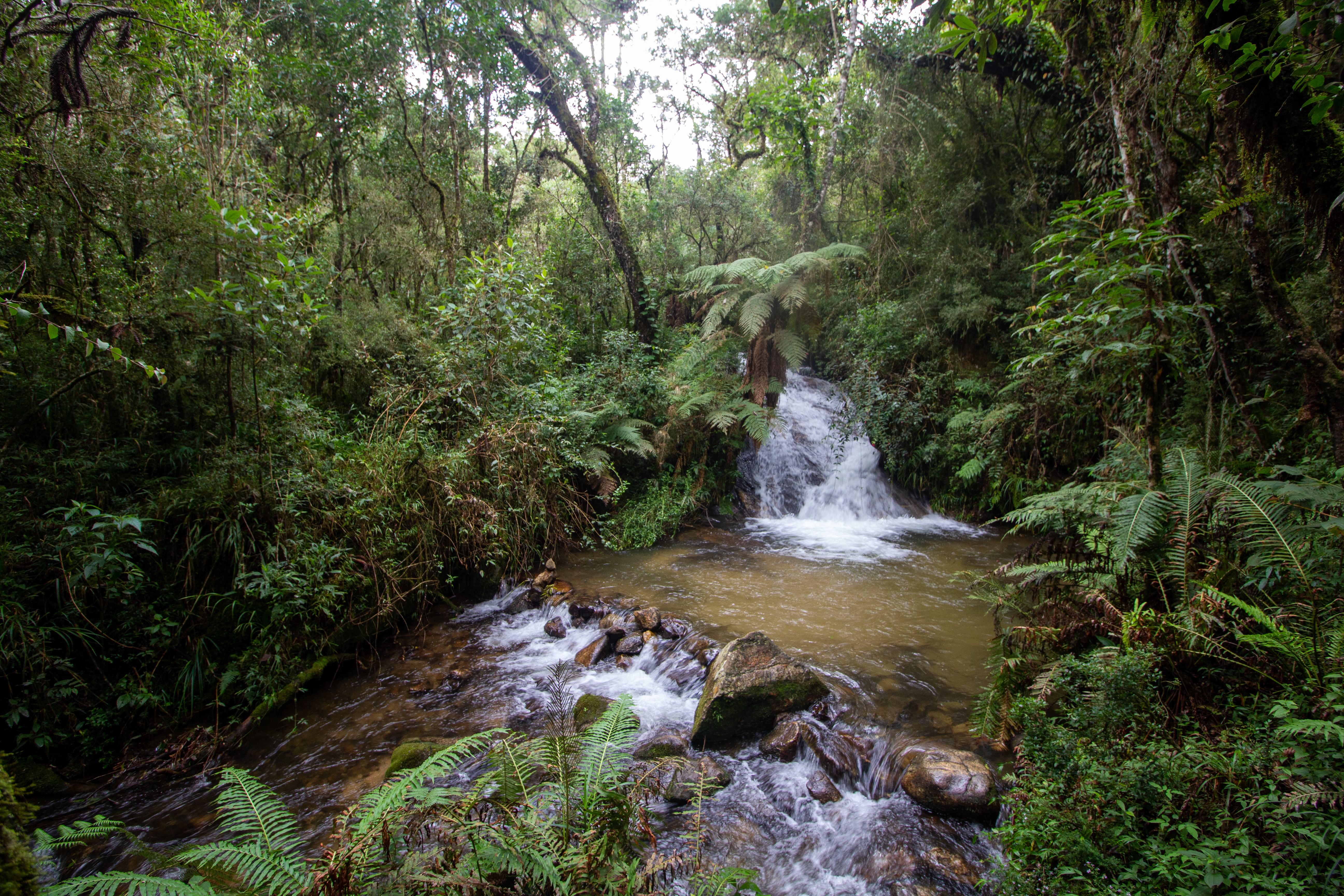
Mata atlántica en Campos do Jordão, São Paulo, Brasil, ejemplo de hábitat de la especie.

Se distribuye por el sureste y sur de Brasil (desde Espírito Santo hasta el norte de Rio Grande do Sul), este de Paraguay y noreste de Argentina (Misiones).
Esta especie es considerada poco común en su hábitat natural: el estrato bajo y los bordes de selvas húmedas (más montanas hacia el norte), principalmente por debajo de los 1000 m de altitud, del São Paulo hacia el norte solamente entre 1100 y 1400 m, entre aglomeraciones de bambú, matorrales densos, bordes del bosque primario y bosques secundarios.

## Descripción
Mide 14 cm de longitud. El macho presenta la cabeza y la  garganta de color castaño rojizo rufo, la frente y el área en torno a los ojos son negros; el resto del plumaje color pizarra. La hembra es verde oliva con el píleo y zona auricular de color canela. Su llamado es un fino chillido «tzip», que cuando canta puede terminar en dos sílabas más bajas y largas «sip-sip-sip-ziü-ziüi».

## Alimentación
Se alimenta principalmente de frutas. También consume semillas.

## Sistemática

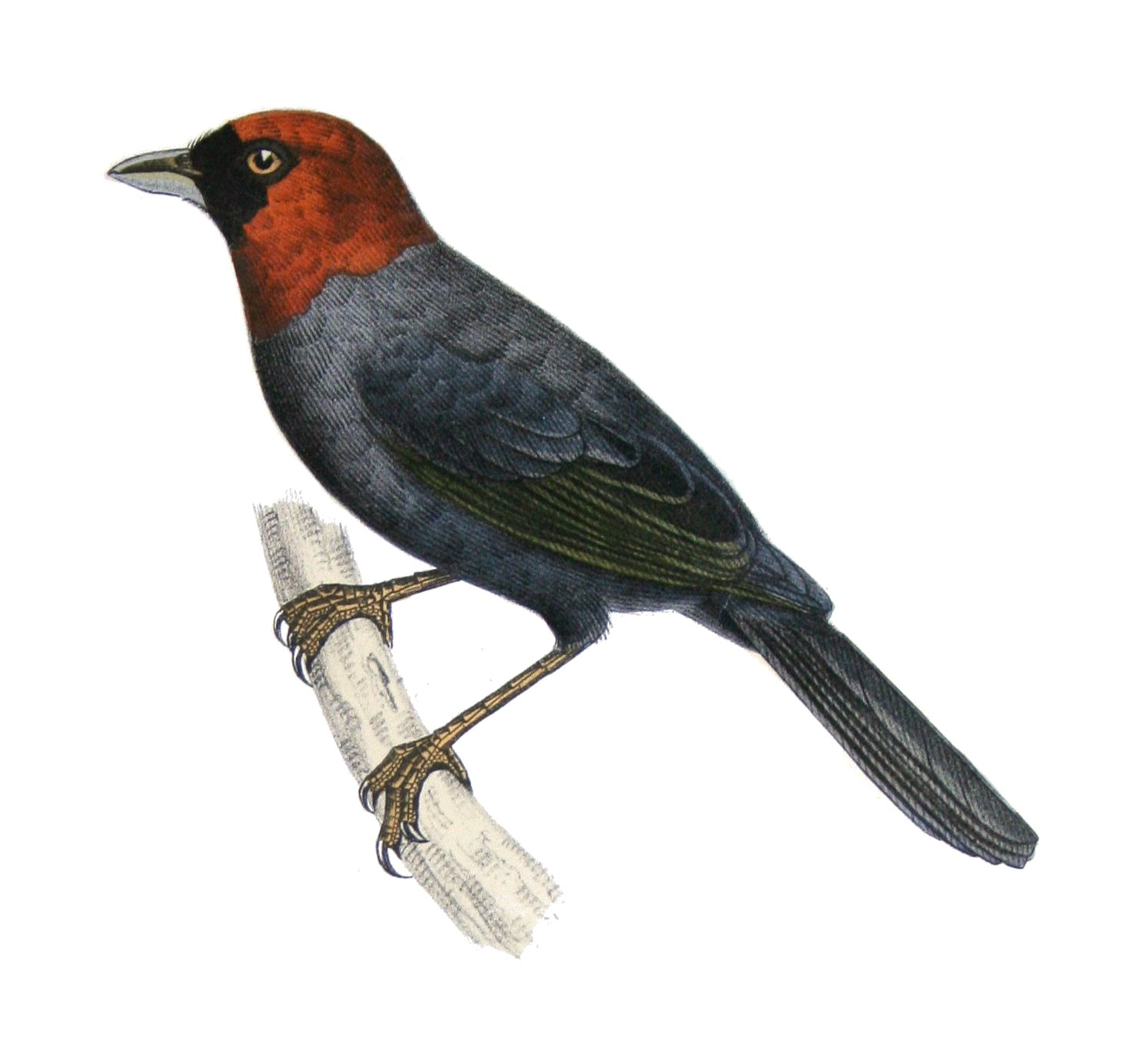
Pipilopsis ruficeps = Thlypopsis pyrrhocoma, ilustración de Castelnau en Compte rendu de l'expédition de Francis de Castelnau en Amérique du Sud, 1856.

### Descripción original
La especie T. pyrrhocoma fue descrita por primera vez por el ornitólogo británico Hugh Edwin Strickland en el año 1844, bajo el nombre científico de Tachyphonus ruficeps, posteriormente colocada en un género monotípico como Pyrrhocoma ruficeps y renombrada con su nombre actual en 2016 por los ornitólogos estadounidenses Kevin J. Burns, Philip Unitt & Nicholas A. Mason. Su localidad tipo es: «Brasil, posiblemente Río de Janeiro».

### Etimología
El nombre genérico femenino «Thlypopsis» se compone de las palabras griegas «thlupis»: pequeño pájaro desconocido, tal vez un pinzón o curruca, y «opsis»: con apariencia, que se parece; y el nombre de la especie «pyrrhocoma», proviene del griego «purrhokomēs»: pelirrojo, de cabello rojo.

### Taxonomía
En los años 2010, publicaciones de filogenias completas de grandes conjuntos de especies de la familia Thraupidae basadas en muestreos genéticos, permitieron comprobar que las especies antes denominadas Pyrrhocoma ruficeps —en un género monotípico— y Hemispingus superciliaris, estaban profundamente embutidas en un clado integrado por todas las especies de Thlypopsis, por lo que se sugirió la transferencia de ambas a este género. Como el epíteto ruficeps ya estaba pre-ocupado por la especie Thlypopsis ruficeps, Burns et al. (2016) sugirieron un nuevo nombre T. pyrrhocoma, una propuesta lógica preservando la conexión al género Pyrrhocoma, que se volvió un sinónimo de Thlypopsis. La inclusión de las dos especies fue aprobada en la Propuesta N° 730.11 al Comité de Clasificación de Sudamérica (SACC).
Es monotípica.